# Joseph Jagger

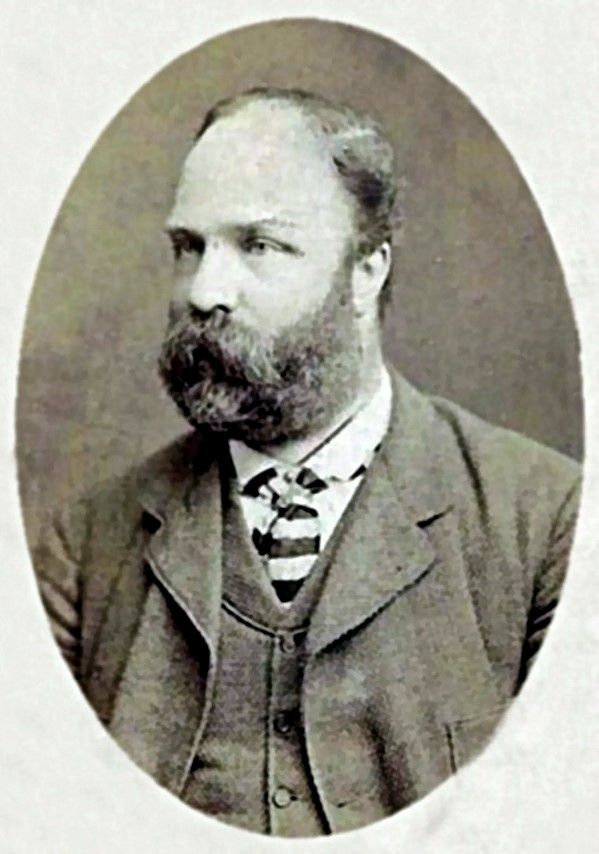
Joseph Hobson Jagger

Joseph Hobson Jagger (* 1830; † 1892) war ein britischer Ingenieur, der durch Siege in einer Spielbank in Monte Carlo, dem Beaux-Arts Casino, als The Man Who Broke the Bank at Monte Carlo bekannt wurde. Nach ihm oder Charles Wells ist das Lied The Man Who Broke the Bank at Monte Carlo von Fred Gilbert aus dem Jahr 1892 betitelt.
Im Jahr 1873 führte Jagger eine private Untersuchung durch, ob sich die Roulettespiele erwartungstreu verhielten oder statistisch signifikante Abweichungen durch mangelnde Eichung aufwiesen. Zu diesem Zweck heuerte er sechs Personen an, die jeweils an einem Roulettespiel alle Ergebnisse eines Tages aufschrieben. Während er bei fünf Spielen keine Abweichungen fand, konnte er beim sechsten Roulettespiel neun Zahlen ermitteln, die häufiger als statistisch zu erwarten fielen.
Mit diesem Wissen gewann Jagger bis zu 450.000 US-Dollar. Trotz Gegenmaßnahmen des Kasinos, durch die Jagger eine Verluststrähne erlitt, verblieben ihm zuletzt 325.000 US-Dollar Gewinn.